# Малоберезанське
Малобереза́нське — село в Україні, у Таращанській міській територіальній громаді Білоцерківського району Київської області. Населення становить 15 осіб (зареєстровано станом на 01.01.2025 р.).

### Мова
Розподіл населення за рідною мовою за даними перепису 2001 року:
| Мова       | Кількість | Відсоток |
| ---------- | --------- | -------- |
| українська | 26        | 100%     |

| Україна | Це незавершена стаття з географії України. Ви можете допомогти проєкту, виправивши або дописавши її. |

1. ↑  ПАСПОРТ Таращанської міської територіальної громади
2. ↑  Рідні мови в об'єднаних територіальних громадах України — Український центр суспільних даних